# 飛行寺
歐丹特普里寺（梵語：、或），又译嗢拕南大寺、鄔丹達布那大寺、欧丹多富梨寺，意译为飛行寺、高聳寺，位于現在的印度比哈爾邦，是一個重要佛教密宗佛教道場。在公元八世紀由波羅王朝國王瞿波罗一世（一說达摩波罗）成立。
飛行寺被認為是印度第二古老的大學，根據西藏文獻的紀錄，這里曾经有12000個學生。
與那爛陀寺一樣十三世纪毁於卡爾吉王朝，後於1290年成為印度教寺院。